# ريتشارد إل. تي. بيلي
ريتشارد إل. تي. بيلي هو محامي وسياسي أمريكي، ولد في 22 مايو 1819 في Hickory Hill (McLean, Virginia) ‏ في الولايات المتحدة، وتوفي بنفس المكان في 21 أبريل 1893. نشط حزبياً في الحزب الديمقراطي. وقد انتخب عضو مجلس نواب الولايات المتحدة عن ولاية فرجينيا ‏ وانتخب عضو مجلس ولاية فرجينيا ‏ وانتخب عضو مجلس النواب الأمريكي ‏.